# 電子光子相互作用
電子光子相互作用（でんしこうしそうごさよう）とは、電子と光（電磁場、光子）の相互作用である。

## 概要
光は電磁場の波であるため、電荷をもつ粒子との間でエネルギーの授受が発生する。
たとえば、電子がエネルギーを失うとき、そのエネルギーは光に変換されうる（発光）。また、光のエネルギーが電子へと受け渡されたとき、電子のエネルギー準位が変動し、光の色が変化する。光から全てのエネルギーが電子へと受け渡されたとき、その光は消滅する。

## 古典論
1個の電子が電磁場中にある場合を、解析力学におけるラグランジュ形式で考えることから出発する。電磁場はベクトルポテンシャルA(r, t ) とスカラーポテンシャルΦ(r, t ) で与えられ、Φ(r, t ) = 0 であるとする。この場合、電子にはローレンツ力が働く。よってこの系のラグランジアンは次のように表される。
{\displaystyle L={\frac {m_{e}{\dot {\mathbf {r} }}^{2}}{2}}+{\frac {e}{c}}{\dot {\mathbf {r} }}\cdot \mathbf {A} (\mathbf {r} ,t)}
これをルジャンドル変換することでハミルトン形式に書き換えると、次のようなハミルトニアンが得られる。
{\displaystyle H={\frac {(\mathbf {p} -e\mathbf {A} (\mathbf {r} ,t)/c)^{2}}{2m_{e}}}}
{\displaystyle ={\frac {\mathbf {p} ^{2}}{2m_{e}}}-{\frac {e}{2m_{e}c}}(\mathbf {p} \cdot \mathbf {A} (\mathbf {r} ,t)+\mathbf {A} (\mathbf {r} ,t)\cdot \mathbf {p} )+{\frac {e^{2}}{2m_{e}c^{2}}}\mathbf {A} ^{2}(\mathbf {r} ,t)}

## 量子論
上記の古典論を量子化することで量子論に移行できる。古典論でのハミルトニアンを正準量子化すると、量子的なハミルトニアンが与えられる。
{\displaystyle {\hat {H}}={\frac {{\hat {\mathbf {p} }}^{2}}{2m_{e}}}-{\frac {e}{2m_{e}c}}({\hat {\mathbf {p} }}\cdot {\hat {\mathbf {A} }}(\mathbf {r} ,t)+{\hat {\mathbf {A} }}(\mathbf {r} ,t)\cdot {\hat {\mathbf {p} }})+{\frac {e^{2}}{2m_{e}c^{2}}}{\hat {\mathbf {A} }}^{2}(\mathbf {r} ,t)}
またベクトルポテンシャルも量子化（第二量子化）されたものを用いれば良い。
{\displaystyle {\hat {\mathbf {A} }}(\mathbf {r} ,t)=\sum _{\mathbf {k} ,\nu =1,2}{\sqrt {\frac {2\pi \hbar c^{2}}{\omega (\mathbf {k} )V}}}{\boldsymbol {\varepsilon }}_{\nu }(\mathbf {k} )\{{\hat {a}}_{\mathbf {k} \nu }(t)e^{i\mathbf {k\cdot r} }+{\hat {a}}_{\mathbf {k} \nu }^{\dagger }(t)e^{-i\mathbf {k\cdot r} }\}}
ここでV は電磁場が閉じ込められている箱の体積、{\displaystyle \omega (\mathbf {k} )=c|\mathbf {k} |}である。またクーロンゲージより{\displaystyle {\boldsymbol {\varepsilon }}_{\nu }(\mathbf {k} )\cdot \mathbf {k} =0}、つまりこの電磁波は横波である。これをハミルトニアンに代入すると、
{\displaystyle {\hat {H}}={\frac {{\hat {\mathbf {p} }}^{2}}{2m_{e}}}+{\hat {H}}'+{\hat {H}}''}
となる。ここで
{\displaystyle {\hat {H}}'=-{\frac {e}{2m_{e}}}\sum _{\mathbf {k} ,\nu =1,2}{\sqrt {\frac {2\pi \hbar }{\omega (\mathbf {k} )V}}}({\hat {a}}_{\mathbf {k} \nu }+{\hat {a}}_{-\mathbf {k} \nu }^{\dagger })\{\mathbf {p} \cdot {\boldsymbol {\varepsilon }}_{\nu }(\mathbf {k} )e^{i\mathbf {k\cdot r} }+e^{i\mathbf {k\cdot r} }{\boldsymbol {\varepsilon }}_{\nu }(\mathbf {k} )\cdot \mathbf {p} \}}
{\displaystyle {\hat {H}}''={\frac {e^{2}}{m_{e}}}\sum _{\mathbf {k} ,\nu =1,2}\sum _{\mathbf {k'} ,\nu '=1,2}{\frac {\pi \hbar }{\sqrt {\omega _{\mathbf {k} }\omega _{\mathbf {k'} }V^{2}}}}{\boldsymbol {\varepsilon }}_{\nu }(\mathbf {k} )\cdot {\boldsymbol {\varepsilon }}_{\nu }'(\mathbf {k'} )({\hat {a}}_{\mathbf {k} \nu }+{\hat {a}}_{-\mathbf {k} \nu }^{\dagger })({\hat {a}}_{\mathbf {k'} \nu '}+{\hat {a}}_{-\mathbf {k'} \nu '}^{\dagger })e^{i(\mathbf {k+k'} )\cdot \mathbf {r} }}
である。
1光子過程
{\displaystyle {\hat {H}}'}は電子が1個の光子を生成・消滅させ電子の運動に変化を誘起する線形の相互作用である。これは光吸収や発光などの電子遷移に関係する。
2光子過程
{\displaystyle {\hat {H}}''}は2個の光子が関与する非線形の相互作用である。これはレイリー散乱、ラマン散乱などの光散乱や、2光子吸収などに関係する。
3光子過程
第二次高調波発生（SHG）やハイパーラマン散乱などがある。
4光子過程
コヒーレントアンチストークス散乱（CARS）などがある。

## 半古典論
光については古典論で扱い、電子については量子論で扱う方法を半古典論という。